# Real Movie
Pour plus de détails, voir Fiche technique et Distribution.
Real Movie est un  film français réalisé par Stéphane Robelin, sorti en 2004.

## Fiche technique
- Titre : Real Movie
- Réalisation : Stéphane Robelin
- Scénario : Christophe Marthoud et Stéphane Robelin
- Costumes : Caroline Riou
- Photographie : Christophe Marthoud
- Son : Florent Blanchard
- Montage : Christophe Marthoud
- Musique : Jean Ramain et Antoine Robelin
- Société de production : Sophie Dulac Productions
- Pays d’origine :  France
- Durée : 95 minutes
- Date de sortie : France, 9 juin 2004

## Distribution
- Lionel Nakache : Luc
- Sarah Bensoussan : Céline
- Philippe Chaine : Loïc
- Caroline Riou : Caroline
- Didier Braun : le professeur de théâtre
- Fabrice Drouelle : le quincailler